# Jakarta Servlet

Vòng đời của một tệp JSP.

Jakarta Servlet, trước đây gọi là Java Servlet, là một thành phần phần mềm (software component) Java giúp mở rộng khả năng của máy chủ. Mặc dù Jakarta Servlet có thể đáp ứng nhiều loại yêu cầu, nhưng chúng thường được dùng với mục đích triển khai các bộ chứa web (web container) để lưu trữ ứng dụng web trên máy chủ web, và do đó được coi là API web servlet phía máy chủ.